# Liechtenstein op de Olympische Winterspelen 1992
Tijdens de Olympische Winterspelen van 1992, die in Albertville (Frankrijk) werden gehouden, nam Liechtenstein voor de twaalfde keer deel.

## Deelnemers en resultaten

### Alpineskiën
| Olympiër       | Discipline       | Resultaat | Prestatie                                                                                    |
| -------------- | ---------------- | --------- | -------------------------------------------------------------------------------------------- |
| Marco Büchel   | super g (m)      | 36e       | 1.17,25 (+4,21)                                                                              |
| Marco Büchel   | reuzenslalom (m) | dnf-1     | opgave run 1                                                                                 |
| Markus Foser   | afdaling (m)     | dnf       | opgave                                                                                       |
| Markus Foser   | combinatie (m)   | 29e       | 146,89 p. (+132,31) afdaling: 42,3 p. (1.49,12) slalom: 104,59 p. (1.59,58: 59,08+1.00,50)   |
| Günther Marxer | super g (m)      | 26e       | 1.16,48 (+3,44)                                                                              |
| Günther Marxer | reuzenslalom (m) | 15e       | 2.11,15 (+4,17) 1.06,69+1.04,46                                                              |
| Achim Vogt     | super g (m)      | dnf       | opgave                                                                                       |
| Achim Vogt     | reuzenslalom (m) | 26e       | 2.14,70 (+7,72) 1.08,68+1.06,02                                                              |
| Achim Vogt     | combinatie (m)   | 30e       | 172,91 p. (+158,33) afdaling: 21,61 p. (1.47,09) slalom: 151,3 p. (2.07,86: 1.05,98+1.01,88) |
| Daniel Vogt    | super g (m)      | dnf       | opgave                                                                                       |
| Daniel Vogt    | reuzenslalom (m) | dnf-1     | opgave run 1                                                                                 |
| Daniel Vogt    | combinatie (m)   | 24e       | 112,92 p. (+98,34) afdaling: 40,77 p. (1.48,97) slalom: 72,15 p. (1.53,83: 55,95+57,88)      |
|                |                  |           |                                                                                              |
| Birgit Heeb    | super g (v)      | 30e       | 1.27,22 (+6,00)                                                                              |
| Birgit Heeb    | reuzenslalom (v) | dnf-1     | opgave run 1                                                                                 |
| Birgit Heeb    | combinatie (v)   | 20e       | 164,25 p. (+161,7) afdaling: 38,14 p. (1.28,90) slalom: 126,11 p. (1.24,62: 39,34+45,28)     |

### Langlaufen
| Olympiër      | Discipline                    | Resultaat | Prestatie                             |
| ------------- | ----------------------------- | --------- | ------------------------------------- |
| Markus Hasler | 10 km klassiek (m)            | 45e       | 31.27,0 (+3.51,0)                     |
| Markus Hasler | 30 km klassiek (m)            | 43e       | 1:31.03,3 (+8.35,5)                   |
| Markus Hasler | achtervolging 10 km+15 km (m) | 36e       | +5.08,7 (10 km:31.27 + 15 km:39.19,6) |

Algerije · Amerikaanse Maagdeneilanden · Andorra · Argentinië · Australië · België · Bermuda · Bolivia · Brazilië · Bulgarije · Canada · Chili · China · Chinees Taipei · Costa Rica · Cyprus · Denemarken · Duitsland · Estland · Filipijnen · Finland · Frankrijk · Gezamenlijk team · Griekenland · Groot-Brittannië · Honduras · Hongarije · Ierland · IJsland · India · Italië · Jamaica · Japan · Joegoslavië · Kroatië · Letland · Libanon · Liechtenstein · Litouwen · Luxemburg · Marokko · Mexico · Monaco · Mongolië · Nederland · Nederlandse Antillen · Nieuw-Zeeland · Noord-Korea · Noorwegen · Oostenrijk · Polen · Puerto Rico · Roemenië · San Marino · Senegal · Slovenië · Spanje · Swaziland · Tsjecho-Slowakije · Turkije · Verenigde Staten · Zuid-Korea · Zweden · Zwitserland